# Eva (televisieprogramma)
Eva is een Nederlands praatprogramma van de AVROTROS op NPO 1 dat gepresenteerd wordt door Eva Jinek. Het programma is op 2 september 2024 van start gegaan en is te zien van maandag tot en met donderdag tussen 19.00 en 20.00 uur. Op vrijdagavond is Carrie ten Napel te zien op het tijdslot namens Omroep MAX met Carrie op Vrijdag.

## Geschiedenis
Eva Jinek presenteerde jarenlang het programma Jinek namens KRO-NCRV op NPO 1 en namens RTL op RTL 4. Eind 2023 liep Jineks contract bij RTL Nederland af, waarop ze besloot dit niet te verlengen en terug te keren naar de NPO. Hier mocht ze namens AVROTROS een vooravondprogramma gaan maken tussen 19.00 en 20.00 uur als opvolger van Sophie & Jeroen van BNNVARA. De makers van dat programma zijn bij de start van het televisieseizoen 2024-2025 naar de late avond verhuisd met een nieuw programma, Bar Laat.

## Producent
Waar Eva Jinek eerder meerdere jaren in samenwerking met PilotStudio praatprogramma's maakte ging ze voor Eva samenwerken met MediaLane. Marnix van Egmond werd hoofdredacteur van het nieuwe praatprogramma.

## Studio
De Hallen in Amsterdam is de uitzendlocatie van Eva, terwijl de NPO er enkele jaren eerder nog voor koos om alle praatprogramma's op het Media Park in Hilversum te huisvesten. De vermeende extra kosten die door deze verhuizing naar de hoofdstad zouden worden gemaakt deden flink wat stof opwaaien in de media. Onder andere vanwege de studio- en crewkosten die nu niet konden worden gedeeld door de omroepen, zoals in de voorgaande opzet tussen Sophie & Jeroen en Op1 wel het geval was.
De primaire studio (Studio 1) is gevuld met een "avocado-vormige" tafel waar Jinek in de pit van de avocadovorm zit. De gasten kunnen aan alle zĳdes van de tafel zitten, waardoor de fysieke afstand tot de presentator kleiner is dan aan een "traditioneel" langwerpige talkshowtafel. De aparte tafelvorm maakt het programma mede uniek omdat geen ander praatprogramma in Nederland dit concept gebruikt. De studio is verder gevuld met zittend publiek, een podium en LED-schermen waar beelden over de desbetreffende onderwerpen van de gesprekken op kunnen worden weergegeven.
Het programma benut regelmatig ook Studio 2 waar artiesten op een groter podium kunnen optreden.